# Rupicapra rupicapra balcanica
Il camoscio dei Balcani (Rupicapra rupicapra balcanica (Bolkay, 1925)) è una sottospecie di camoscio diffusa nei Balcani.

## Descrizione

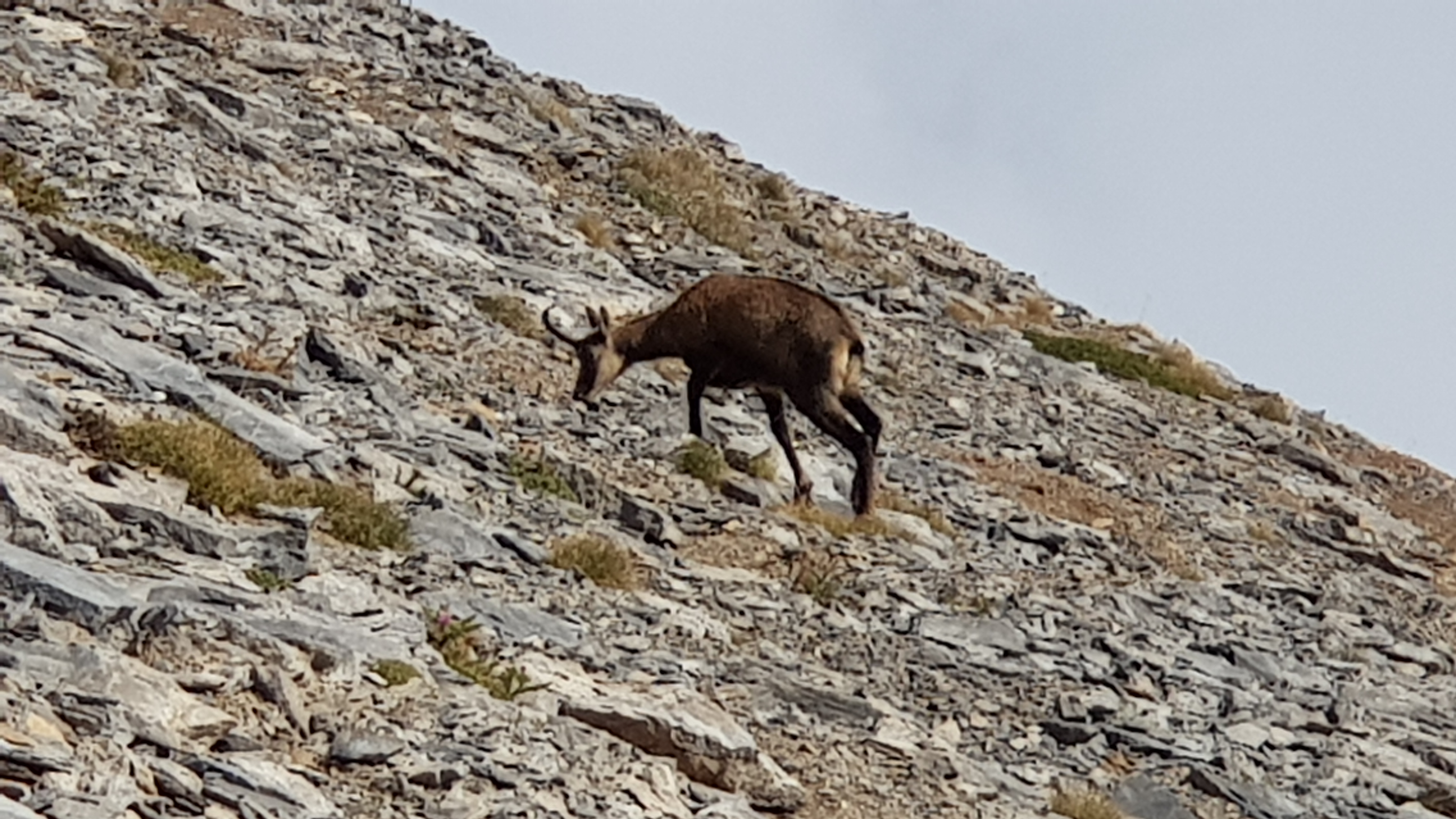
Femmina di camoscio dei balcani sul Monte Olimpo in Grecia

Questo camoscio assume un colore marrone chiaro durante i mesi invernali e nei mesi estivi assume tonalità più chiare. Le dimensioni sono di circa 85 cm di altezza al garrese per circa 45 kg di peso e nei maschi le corna raggiungono una lunghezza compresa tra i 17 e i 30 cm.

## Biologia
Le femmine adulte e i giovani formano piccoli gruppi di 5-15 individui, mentre i maschi adulti conducono una vita solitaria a partire dai cinque anni. Durante l'estate lo si trova a maggiori altitudini rispetto all'inverno, durante il quale lo si trova in zone boscose. È predato principalmente da aquile reali, lupi, orsi e volpi.

## Distribuzione
Il camoscio dei Balcani è riscontrabile nelle zone montuose della penisola balcanica.

## Conservazione
Nonostante la popolazione sia composta da migliaia di individui, si crede che sia in calo in tutto il suo areale.